# Desastre mediambiental
|  | No s'ha de confondre amb desastre natural. |

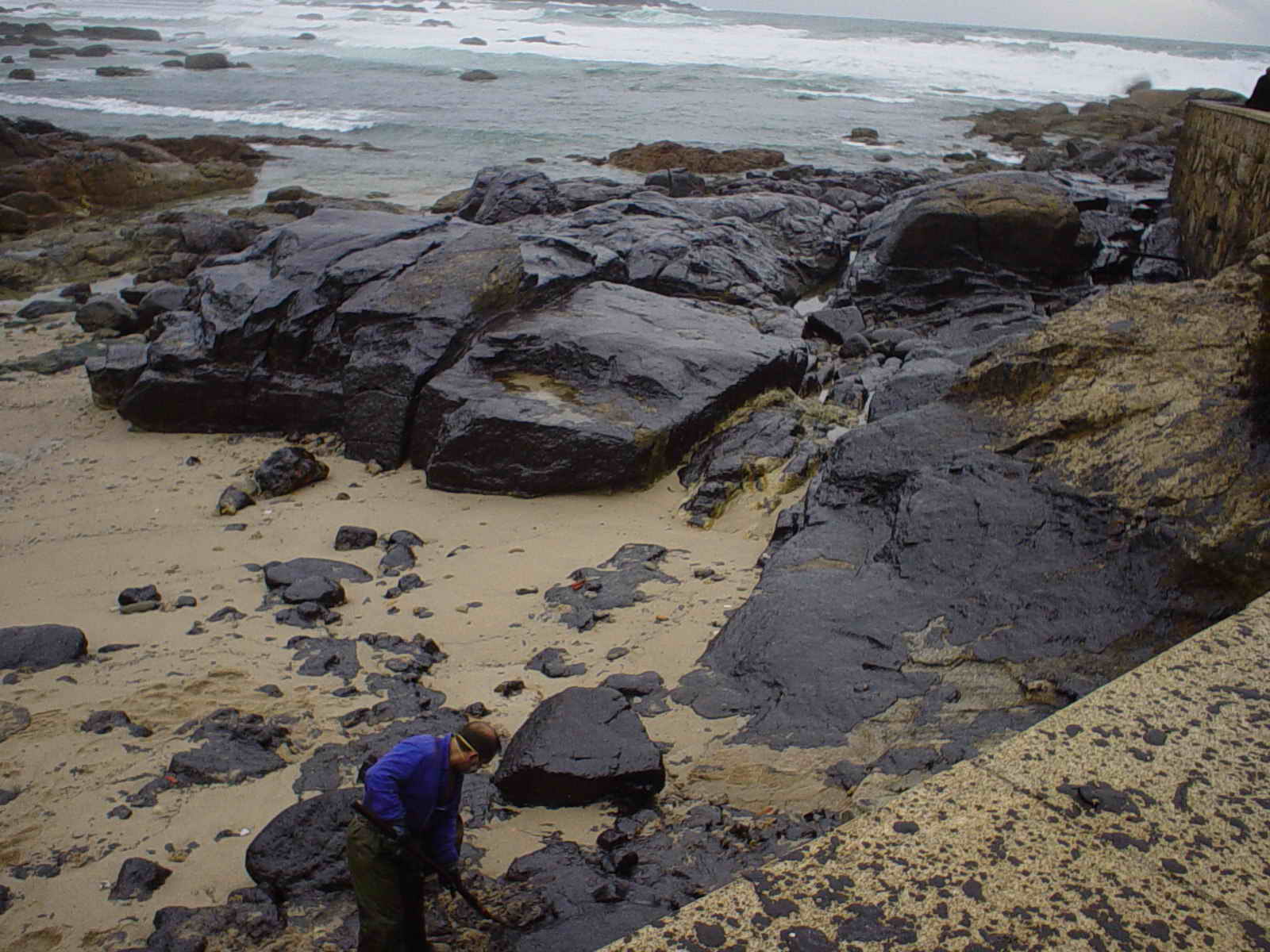
Voluntari netejant el chapapote ocasionat pel Prestige a Muxía (Galícia).

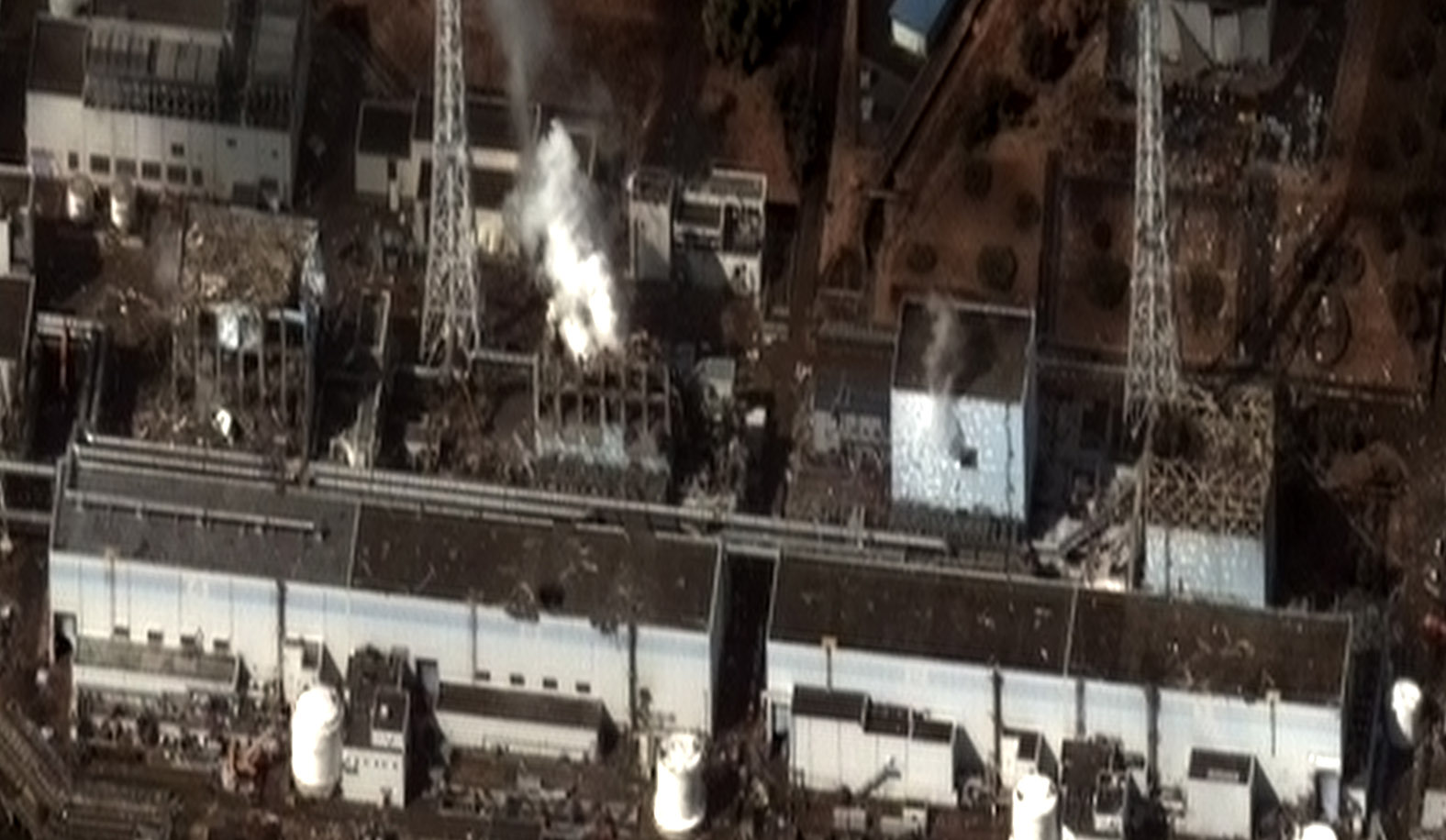
La central nuclear de Fukushima després del terratrèmol i tsunami que van ocasionar l'accident.

Un desastre mediambiental és un desastre en el medi ambient a causa de l'activitat humana, fet que el distingeix del concepte de desastre natural, i també dels actes intencionats bèl·lics, com les bombes nuclears.
En aquest cas, l'impacte de l'alteració realitzada per l'ésser humà de l'ecosistema ocasiona conseqüències generalitzades i/o de llarga durada. Pot implicar la mort d'animals (i fins i tot d'humans) i plantes, o una greu alteració de la vida humana, que probablement requereixi migració.
Els desastres ambientals poden tenir efectes sobre l'agricultura, la biodiversitat, l'economia i la salut humana. Les causes són la contaminació, l'esgotament dels recursos naturals, l'activitat industrial o agrícola.
Un informe de 2013 examinava la relació entre desastres i pobresa. Conclou que, sense acció concertada, hi podria haver fins a 325 milions de persones extremadament pobres visquent als 49 països més exposats a la gamma de perills naturals i extrems climàtics el 2030.

## Alguns desastres mediambientals
- Desastre de Seveso (1976)[6][7][8]
- Desastre de Bhopal (1984)[9][10][11]
- Accident de Txernòbil (1986)[12][13]
- Desastre de l'Exxon Valdez (1999)[14][15][16]
- Prestige (2002)[17][18]
- Desastre de la Deepwater Horizon (2010)[19][20]
- Accident nuclear de Fukushima I (2011),[21][22][23] considerat el pitjor desastre mediambiental de la història, superant fins i tot el de Txernòbil.[24][25]
- Desastre del riu Besòs (2019)[26]